# Kom og dansa
Kom og dansa er en dansk børnefilm fra 2015 instrueret af Andrias Høgenni.

## Handling
En kvinde finder ud af, at hendes mand har været hende utro. Elskerinden viser sig dog at være kørestolsbundet.

## Medvirkende
- Mariann Hansen
- Sóley Danielsen